# Super Conflict
Super Conflict è un videogioco strategico a turni pubblicato per SNES. È il seguito di Conflict per il NES.

## Modalità di gioco
Il giocatore veste i panni di un comandante di forze combinate. La portata di ogni battaglia e il numero e la tipologia delle unità disponibili aumenta via via che si progredisce nel gioco. Il gioco venne commercializzato come ambientato durante la guerra del Golfo, ma il gameplay sembra essere più vicino a potenziali scenari da guerra fredda. Ci sono due modalità di gioco: corta (che permette ai giocatori di pianificare le battaglie strategiche, ma senza conseguenze dal punto di vista tattico) e lunga (che permette a tutte le unità di partecipare a fino a un massimo di quattro round consecutivi di battaglia costante). Le forze blu sono equipaggiate con armi americane, mentre le forze rosse sono dotate di armi sovietiche.
Super Conflict è un gioco di simulazione militare giocato su una mappa a celle esagonali in cui i giocatori cercano di catturare il "Carro armato Bandiera" o la "Nave Bandiera" dell'avversario. Le celle della mappa possono avere vari tipi di terreno con modificatori di movimento e difesa. Per esempio, ponti e deserti riducono il punteggio di difesa delle truppe che occupano la cella; colline e montagne forniscono una maggior difesa, ma richiedono più carburante per il movimento. Ci sono oltre 55 scenari differenti e 16 scenari per due giocatori.